# 1938年ウィンブルドン選手権
1938年 ウィンブルドン選手権（1938ねんウィンブルドンせんしゅけん、The Championships, Wimbledon 1938）に関する記事。イギリス・ロンドン郊外にある「オールイングランド・ローンテニス・アンド・クローケー・クラブ」にて開催。

## シード選手

### 男子シングルス
1. ドン・バッジ　（優勝、大会2連覇）
2. ヘンリー・オースチン　（準優勝）
3. ロデリク・メンツェル　（4回戦、途中棄権）
4. ヘンナー・ヘンケル　（ベスト4）
5. フラニョ・プンチェツ　（ベスト4）
6. ドラグティン・ミティッチ　（4回戦）
7. ラディスラフ・ヘクト　（ベスト8）
8. 許承基　（4回戦）

### 女子シングルス
1. ヘレン・ウィルス・ムーディ　（優勝、3年ぶり8度目）
2. アリス・マーブル　（ベスト4）
3. ヤドヴィガ・イェンジェヨフスカ　（ベスト8）
4. ヒルデ・スパーリング　（ベスト4）
5. シモーヌ・マチュー　（ベスト8）
6. ケイ・スタマーズ　（ベスト8）
7. サラ・ファビアン　（ベスト8）
8. マーガレット・スクリブン　（4回戦）

### 男子ダブルス
1. ドン・バッジ& ジーン・マコ
2. ロデリク・メンツェル& ラディスラフ・ヘクト
3. フラニョ・プンチェツ&# ドラグティン・ミティッチ
4. ヘンナー・ヘンケル& ゲオルグ・フォン・メタクサ

### 女子ダブルス
1. シモーヌ・マチュー& ビリー・ヨーク
2. アリス・マーブル& サラ・ファビアン
3. エブリン・ディアマン& ジョーン・イングラム
4. ボビー・ハイネ& マーガレット・モーフュー

### 混合ダブルス
1. ドン・バッジ& アリス・マーブル
2. ヘンナー・ヘンケル& サラ・ファビアン
3. ジーン・マコ& ヤドヴィガ・イェンジェヨフスカ
4. ドラグティン・ミティッチ& シモーヌ・マチュー
5. クリスチャン・ボッサス& ナンシー・ウィン
6. ジャン・ボロトラ& ヘレン・ウィルス・ムーディ
7. ジョン・オリフ& ボビー・ハイネ
8. ジャック・ブルニョン& テルマ・コイン

## 大会経過

### 男子シングルス
準々決勝
- ドン・バッジ vs.  フランティシェク・チェイナー　6-3, 6-0, 7-5
- フラニョ・プンチェツ vs.  ドナルド・マクフェイル　6-2, 6-1, 6-1
- ヘンナー・ヘンケル vs.  ラディスラフ・ヘクト　7-5, 6-1, 6-2
- ヘンリー・オースチン vs.  マックス・エルマー　6-2, 6-1, 6-2

準決勝
- ドン・バッジ vs.  フラニョ・プンチェツ　6-2, 6-1, 6-4
- ヘンリー・オースチン vs.  ヘンナー・ヘンケル　6-2, 6-4, 6-0

### 女子シングルス
準々決勝
- ヘレン・ウィルス・ムーディ vs.  ケイ・スタマーズ　6-2, 6-1
- ヒルデ・スパーリング vs.  サラ・ファビアン　4-6, 6-4, 6-4
- ヘレン・ジェイコブス vs.  ヤドヴィガ・イェンジェヨフスカ　6-2, 6-3
- アリス・マーブル vs.  シモーヌ・マチュー　6-2, 6-3

準決勝
- ヘレン・ウィルス・ムーディ vs.  ヒルデ・スパーリング　12-10, 6-4
- ヘレン・ジェイコブス vs.  アリス・マーブル　6-4, 6-4

## 決勝戦の結果
男子シングルス
- ドン・バッジ vs.  ヘンリー・オースチン　6-1, 6-0, 6-3

女子シングルス
- ヘレン・ウィルス・ムーディ vs.  ヘレン・ジェイコブス　6-4, 6-0

男子ダブルス
- ドン・バッジ& ジーン・マコ vs.  ヘンナー・ヘンケル& ゲオルグ・フォン・メタクサ　6-4, 3-6, 6-3, 8-6

女子ダブルス
- アリス・マーブル& サラ・ファビアン vs.  シモーヌ・マチュー& ビリー・ヨーク　6-2, 6-3

混合ダブルス
- ドン・バッジ& アリス・マーブル vs.  ヘンナー・ヘンケル& サラ・ファビアン　6-1, 6-4